# Underground Comix
Underground Comics oder Comix sind in Klein- oder Selbstverlagen entstandene Comic-Books. Man kann Vorläufer der amerikanischen Comix-Bewegung am Anfang der 1960er Jahre ausmachen. Ihre Magazine und Verlage entstanden in den späten 1960er Jahren. Sie entstanden in der Hippie-Metropole San Francisco, in Chicago – wo Skip Williamson und Jay Lynch die Bijoux Funnies produzierten – und in New York City.

## Geschichte
Anfang 1968 erschien die erste Zap Comix-Ausgabe in San Francisco. Robert Crumb, S. Clay Wilson, die  Künstler Robert Williams, Rick Griffin und Victor Moscoso veröffentlichten in Zap. Gilbert Shelton hatte schon in Texas satirische Comics veröffentlicht. Seine bekannten Figuren – Freak Brothers und Wunderwarzenschwein – entstanden nach dem Umzug nach San Francisco im Sommer 1968. Bill Griffith, der in New York für die East Village Other und Screw gearbeitet hatte, ging 1970 nach San Francisco. Er gab später mit Art Spiegelman „Arcade“ heraus, in der auch Justin Green Werke publizierte. Kim Deitch, Manuel „Spain“ Rodriguez und Vaughn Bodé arbeiteten in New York für die „EVO“. Bei der „EVO“ arbeitete auch Trina Robbins, bevor sie nach San Francisco zog. Viele Underground-Comickünstler beschäftigten sich nicht nur mit ihren eigenen Serien, sie trugen auch zu Comic-Anthologien bei. So enthielt zum Beispiel die von Terry Zwigoff herausgegebene „Funny Aminals“-Anthologie Arbeiten von Crumb, Griffith, Lynch, Spiegelman und Shary Flenniken.
Underground Comics behandelten Themen, die der Gegenkultur der 1960er wichtig waren. Sie waren generell gegen das Establishment gerichtet und befürworteten Themen wie die Selbstverwirklichung, die Anwendung bewusstseinsverändernder Drogen und das Brechen sexueller sowie jeglicher vorstellbarer Tabus. Die Schreibweise Comix wurde etabliert, um sich von den normalen Zeitungsstrips und Comic-Books abzuheben, die damals nur für Kinder gedacht waren. Im Gegensatz zu den Mainstream-Comics richteten sich Comix mit der expliziten Darstellung von Sex und Gewalt eindeutig an Erwachsene.
Die Bezeichnung „Underground Comics“ wurde zum ersten Mal vom Autor und Redakteur Bhob Stewart auf der New Yorker Comics-Convention in 1966 verwendet. Während einer Diskussion mit Ted White und Archie Goodwin prophezeite Stewart die Geburt einer neuen Art von Comic: „I want to say that just as mainstream movies prompted underground films, I think the same thing is going to happen with comics. You will have underground comics just as you have had underground films.“
In Deutschland wurden Comix zuerst von Bernd Brummbär bei März und Melzer verbreitet. Auch durch die von Raymond Martins Volksverlag veröffentlichten „U-Comix“ verbreiteten sich diese Art Comics in Deutschland. Später wurde diese Entwicklung auch von dem Verlag „Zweitausendeins“ unterstützt. G. Shelton war im ersten U-Comix-Heft (1969) zeichnerisch vertreten. Robert Crumb brachte das erste Buch in Deutschland auf den Markt und war in allen Brumm Comix-Sammelbänden vertreten. Theo van den Boogaards „Anne und Hans kriegen ihre Chance“, das aus dem Niederländischen stammt, ist eine Porno-Graphic Novel (1970). Alle anderen wichtigen Künstler erschienen in Anthologien und in den U-Comix. Deren Sonderbände und „Extra-Hefte“ stellten in den 1970er Jahren das ganze Spektrum des amerikanischen Comix vor.
In den Vereinigten Staaten wurden Comix vor allem von den Headshops vertrieben, die Underground-Zeitungen, psychedelische Poster und Zubehör für den Drogenkonsum verkauften. Nach dem Ende des Vietnamkriegs und nach dem Ende eines starken gegenkulturellen Movements wurde der Verkauf von Drogenzubehör in weiten Teilen der Vereinigten Staaten verboten, und viele Head Shops wurden geschlossen. Dadurch versickerten die Vertriebskanäle der Comix. Das Jahr 1976 wird generell als das Ende des Underground Comics Booms gesehen, obwohl auch danach noch viele Künstler Werke erstellten. In den frühen 1980er Jahren begannen unabhängige Comicverlage, die sich nicht dem Comics Code unterwarfen, mit der Veröffentlichung von Comics, die an Erwachsene gerichtet waren und als alternative Comics die Nachfolge der Underground Comics antraten. Das sorgfältig produzierte großformatige RAW von Art Spiegelman und seiner Frau Françoise Mouly trat ab 1980 die Arcade Nachfolge an.
Das Etikett „Underground“ erhalten heute „alternative“ Comics, die den ursprünglichen Comix am ähnlichsten sind.

## Liste von Underground Comics (Auswahl)
- Air Pirates Funnies (Dan O’Neill, andere)
- Arcade (Anthologie, von Bill Griffith und Art Spiegelman)
- Bijou Funnies (Anthologie aus Chicago, Skip Williamson, Jay Lynch)
- Binky Brown Meets the Holy Virgin Mary (Justin Green)
- Bogeyman (Rory Hayes)
- Coochie Cootie’s Men’s Comics (Robert Williams)
- Corn Fed (Kim Deitch)
- The Fabulous Furry Freak Brothers (Gilbert Shelton); Rip-Off Press
- Gothic Blimp Works (Anthologie der Zeitung East Village Other)
- Hytone, Despair, Big Ass, XYZ (Robert Crumb)
- It Ain’t Me Babe (Anthologie von Trina Robbins); Last Gasp.
- Skull Comix (Horror Comics, Redakteur Greg Irons)
- Tales from the Tube (Rick Griffin)
- Wimmen’s Comix (Anthologie, Trina Robbins, Aline Kominsky, Diane Noomin und andere Mitglieder des Wimmen’s Comix Collective); Last Gasp.
- Witzend (Redaktion Wallace Wood und Bill Pearson)
- Zap Comix (Anthologie, Robert Crumb, Beiträge von  Spain Rodriguez, S. Clay Wilson, Rick Griffin, Robert Williams, Victor Moscoso)
- Cheech Wizard (Vaughn Bodé)

Verlage
- Fantagraphics Books; Print Mint; Rip Off Press; Last Gasp; Kitchen Sink

## US-Comix-Übersetzungen und deutsche Comix vor 1980
- Seit 1969 erschienen 17 U-Comix-Hefte im UPN-Volksverlag (bis 1979/80) und ab 1974 größere Paperbacks, 36 Bände, die einem  Künstler oder Thema gewidmet waren; U-Comix Sonderband, 1974–1982. 11 U-Comix Extra Hefte von 1977 bis 1981. Einige Künstler der Sonderbände und Extrahefte (E+Nummer) waren: Vaughn Bodé (8,E6); Ron Cobb (5, 21, E1); Richard Corben (3, in7, E3); Robert Crumb (1). Rick Geary (28); Bill Griffith (23); Rand Holmes (22, E2); Jack Jackson (Jaxon) (10); Jay Kinney (32); Paul Kirchner (31); George Metzger (2, E9); Trina Robbins (13); Manuel „Spain“ Rodriguez (19); Dave Sheridan (6); Larry Todd (29); Larry Welz (35); S. Clay Wilson (20). Deutsche Künstler waren Mali [Beinhorn] und Werner [Busch] (12, in 24, E4): Thomas Maria Bunk (27); Bernd Pfarr u. Volker Reiche, Winfried Secker, Ingo Stein (in24); Niederländer: Theo van den Boogaard (25, E5); Harry Buckinx (34) und Evert Geradts (14, E7).

Die U-Comix-Sonderbände waren 1: Robert Crumb, 1974; 2: George Metzger, 1974; 3: Richard Corben, 1974 [indiziert]; 4: Fred Schrier, 1974; 5: Ron Cobb [politische Karikaturen, aus der Los Angeles Free Press u. v. a. Underground Zeitungen, 1974. Evtl. nach R. C.: Mah Fellow Americans, Real Free Press, Amsterdam, 1971 ?]; 6: Dave Sheridan, 1974 [ind.]; 7: Zukunft [ind.]; 8: Vaughn Bodé; 9: Greg Irons; 10: Jaxon (Jack Jackson), 1976 [ind.]; 11: Sex, 1977 [ind.]; 12: Mali und Werner [ind.]; 13: Trina Robbins [ind.]; Bd. 14: Evert Geradts; 15: Ted Richards; 16: Guy Colwell [ind.]; 17: Bizarre Sex Anthologie; 18: Jim Pinkoski; 19: Manuel Spain Rodriguez; 20: S. Clay Wilson; 21: Richard Cobb; 22: Rand Holmes [Harold Hedd, Georgia Straight]; 23: Bill Griffith; 24: Deutsche Zeichner; 25: Theo van den Boogaard;  26: Australische Zeichner; 27: Thomas Maria Bunk [RAW, arbeitet seit langem für MAD]; 28: Rick Geary [Heavy Metal, National Lampoon, RAW]; Bd. 29: Larry Todd; 30: Carlos Giménez;  31: Paul Kirchner; 32: Jay Kinney [bekannt durch Bijou Funnies, Young Lust]; 33: Hunt Emerson [England]; 34: Harry Buckinx [ind.]; 35: Larry Welz (bekannt durch Captain Guts); 36: Bobby London. U-Comix Extra  Nr. 1: Ron Cobb, 1977; 2: Rand Holmes, 1978; 3: Richard Corben: Rowlf [1971], 1978; 4: Mali und Werner, 1978; 5: Theo van den Boogaart: Der Ideograf [De Ideograaf], 1979; 6: Vaughn Bode: Der Kämpf, 1979; 7: Evert Geradts, 1980; 8: Fernando Clemente aus Lissabon, 1980; 9: George Metzger, 1980; 10: Carlos Gimenez [Spanische Comics], 1980; 11: Atom Comics Anthologie, 1981.
- Robert Crumb: Head Comics, März Verlag, Frankfurt, 1970 [1973–2002 indiziert]. Veränderte Neuausgaben bei Zweitausendeins (1970er).
- ‚Radical America‘ Comix mit Comics von R. Crumb und G. Shelton, Victor Moscoso, S. Clay Wilson, Skip Williamson, Greg Irons, Dave Sheridan und John Thompson (1970) [evtl. = Radical America; Komiks, die Comix-Sondernummer der SDS Zeitschrift Radical America (Bd. 3, Nr. 1, 1969)]; Theo van den Boogaard[2]: Anne und Hans kriegen ihre Chance (1970); Schmutz Comics, Nr. 1, 1970 [evtl.= Snatch Comics, No. 1, 1968 (?)]; Die militanten Panthertanten, m. Comics v. R. Crumb, Jay Kinney, Dennis Kitchen, Spain, G. Shelton u. Michele Brand (1971); Comic-Strip-Tease; Sex und Porno im Comic-Strip, m. Comics v. R. Crumb u. S. Clay Wilson (1971); Robert Crumb: Fritz the Cat (1972); Robert Crumb: Herr Natürlich (1973) [= R. C.: Mr. Natural, Nr. 1, 1970, Nr. 2, 1971]; alle Publikationen  von Brumm Comics im Melzer Verlag. Außerdem: Sex in Comics, Bd. 1, Melzer, 1973; Bd. 2, o. V., 1973.
- Gilbert Shelton: Freak Brothers (1975/79) und Fat Freddy’s Kater (1978), Zweitausendeins.
- Gerhard Seyfried: Wo soll das alles enden, Rotbuch, Berlin, 1978. Bei Rotbuch erschienen zwei politisch-didaktische Comic Bücher, gezeichnet von Mali & Werner: Giorgio Pellizzi, Mali & Werner: Bernie der Milliardenflipper; Ein tragischer Comic aus der Hochfinanz, Rotbuch (Nr. 128), Berlin, 1974. Winfried Thomsen:, Mali & Werner: Die Unschuld von Bonn; Ein Schmieren-Comic mit 3 Marx-Brothers und einem idealistischen Staatsbürger, Rotbuch (Nr. 160), Berlin, 1976. Zu Mali & Werner vgl. U-Comix Sonderbände, Nr. 12 u. 24 u. U-Comix Extra, Nr. 4. Der Stil der Rotbücher erinnert an Alfred von Meysenbug. Mali Beinhorn wurde 1951 in Northeim geboren, Werner Busch 1949 in Leipzig.
- Art Spiegelman, mit Brüche von Klaus Theweleit und Martin Langbein: Breakdowns, Stroemfeld Verlag/Roter Stern, Frankfurt/M., 1980.